# Isabelle Allard
Pour les articles homonymes, voir Allard.
Isabelle Allard, née le 20 mai 1944 à Port d'Envaux en Charente-Maritime, est une créatrice de mode française des années 1980.

## Biographie

### Jeunesse
Isabelle Allard, du patronyme qu'elle conservera de son mari le Baron Guy Allard, est née Isabelle de Grailly le 20 mai 1944 dans le château familial de Panloy en Charente-Maritime.
À l'age de dix ans, sa mère lui offre une robe rose. L'enfant ne la trouvant pas à son goût, elle s'enferme dans sa chambre et remodèle le vêtement. Cette robe sera sa première création.
En 1962, à tout juste 18 ans, elle est invitée à un bal à Versailles. Plutôt que choisir un vêtement de grand couturier comme le veut la tradition, elle dessine elle même sa robe de soirée. Cette création sera pour elle le déclencheur de sa carrière.
En 1969, elle épouse le Baron Guy Allard, fils du riche collectionneur d'art et promoteur immobilier belge Olivier Allard. Ils auront ensemble deux enfants, Victoire et Olivia, et se sépareront en 1985. 

### Formation
Engagée dans la maison de mode Chloé, elle y apprend le métier de créatrice de mode. Rapidement repérée par la maison de haute couture Torrente, elle va y travailler six ans avant de se lancer à son propre compte.

### Sources d'inspiration des collections
Pour Isabelle Allard, l’important c’est « le respect de la morphologie des femmes et le plaisir de la mettre en valeur ». Pour ce faire, elle puise son inspiration dans la mode des années 1950-60 et l’influence de l’âge d’or hollywoodien. 
Elle utilise principalement le noir avec des pointes de couleurs vives tels que le fuchsia, le jaune, le bleu, l’émeraude sous forme de nœuds, de ceintures ou de volants. Elle mélange des jerseys de soie et de laine sous des matériaux plus chaleureux comme le velours, le satin ou le tulle.

### Création de la maison de couture Isabelle Allard
Elle commence par une collection de douze robes que son ami le coiffeur Jean-Louis David va aider à faire connaître en les exposant dans ses salons. Les créations d'Isabelle Allard trouvent rapidement une clientèle parisienne. 

C'est à son domicile parisien, au dessus des locaux de l'école universelle au 59 boulevard Exelmans, qu'Isabelle Allard reçoit ses amies l'après midi sur rendez-vous uniquement. 

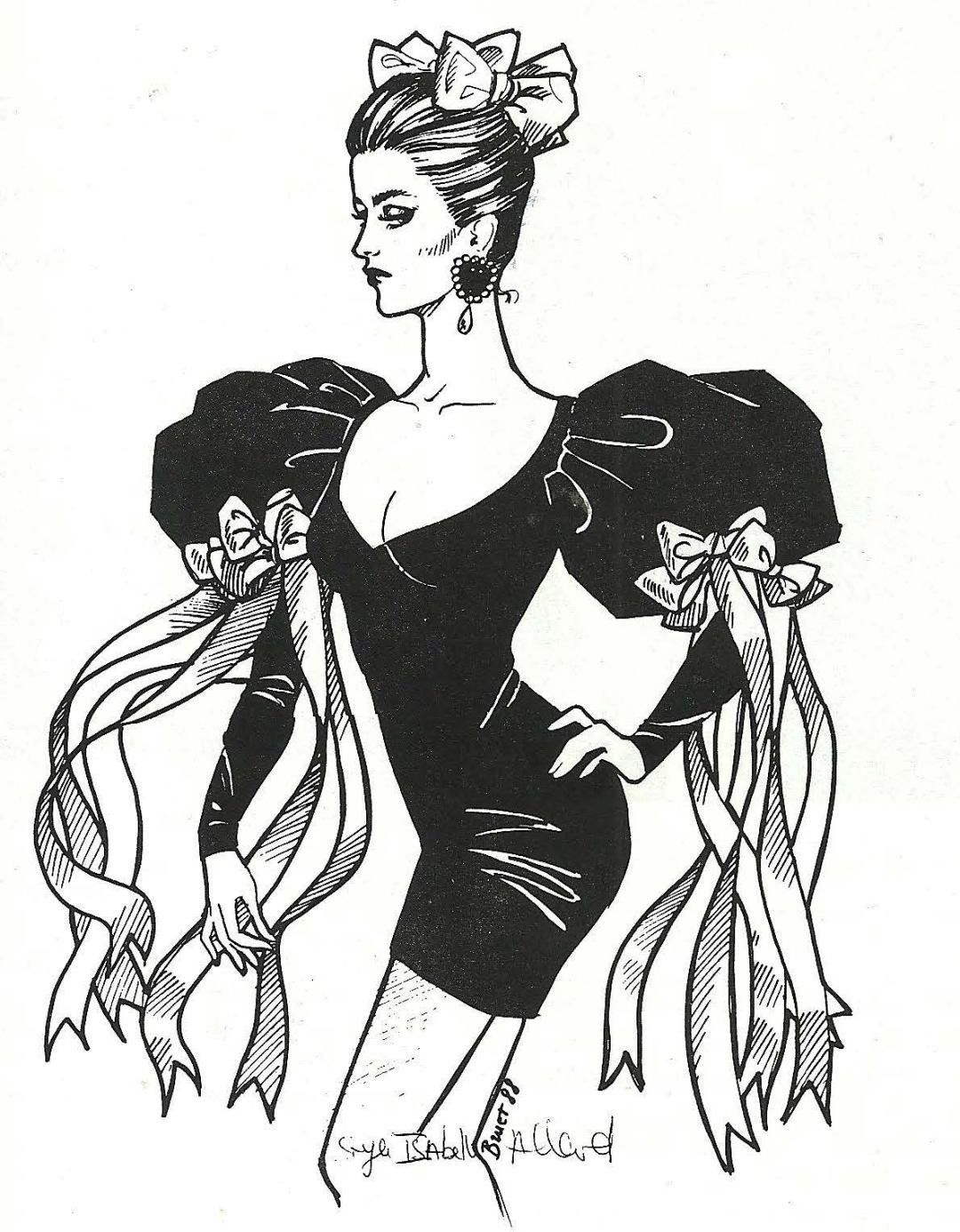
Esquisse d'une des créations d'Isabelle Allard en 1988

Ses créations sont par la suite distribuées aux États-Unis dans de grandes enseignes comme Bloomingdale's, Bendel ou Saks. Puis des enseignes japonaises, italiennes, anglaises, allemandes, libanaises et suisses vont proposer ses collections.  
C'est en octobre 1985 qu'Isabelle Allard va créer avec sa sœur Dominique de Tournemir la marque Isabelle Allard. En février 1986, elle va installer son show-room et ses ateliers au 420, rue Saint-Honoré à Paris. Cette adresse reste confidentielle et la communication de la marque se fait par le bouche à oreille. Elle y présente une collection de 70 pièces éditées en petites séries. 

L'année 1988 va marquer l'apogée de la marque avec la collection automne-hiver. La presse spécialisée de l'époque décrit ainsi les collections :

« Ses créations sont constituées d'un flot de satin somptueux, des taffetas craquants, des dentelles affolantes, des velours profonds. Les robes de jour sont pétillantes et les robes de cocktail somptueuses. Des bustiers aux manches ballons tulipes et des longs gants drapés, des décolletés en pointes, arrondis ou en forme de cœur, des jupes serrées aux genoux et des jupons. »

Dans les années 1990, les collections Isabelle Allard vont trouver leur place à côté de marques comme Balenciaga, Mugler, Lecoanet Hemant, Tarlazzi ou Torrente.
Un tragique accident de voiture, en 1996, met un arrêt brutal à sa carrière et l'entreprise fermera définitivement ses portes quelques années plus tard faute de créations.

## Pièces de collection

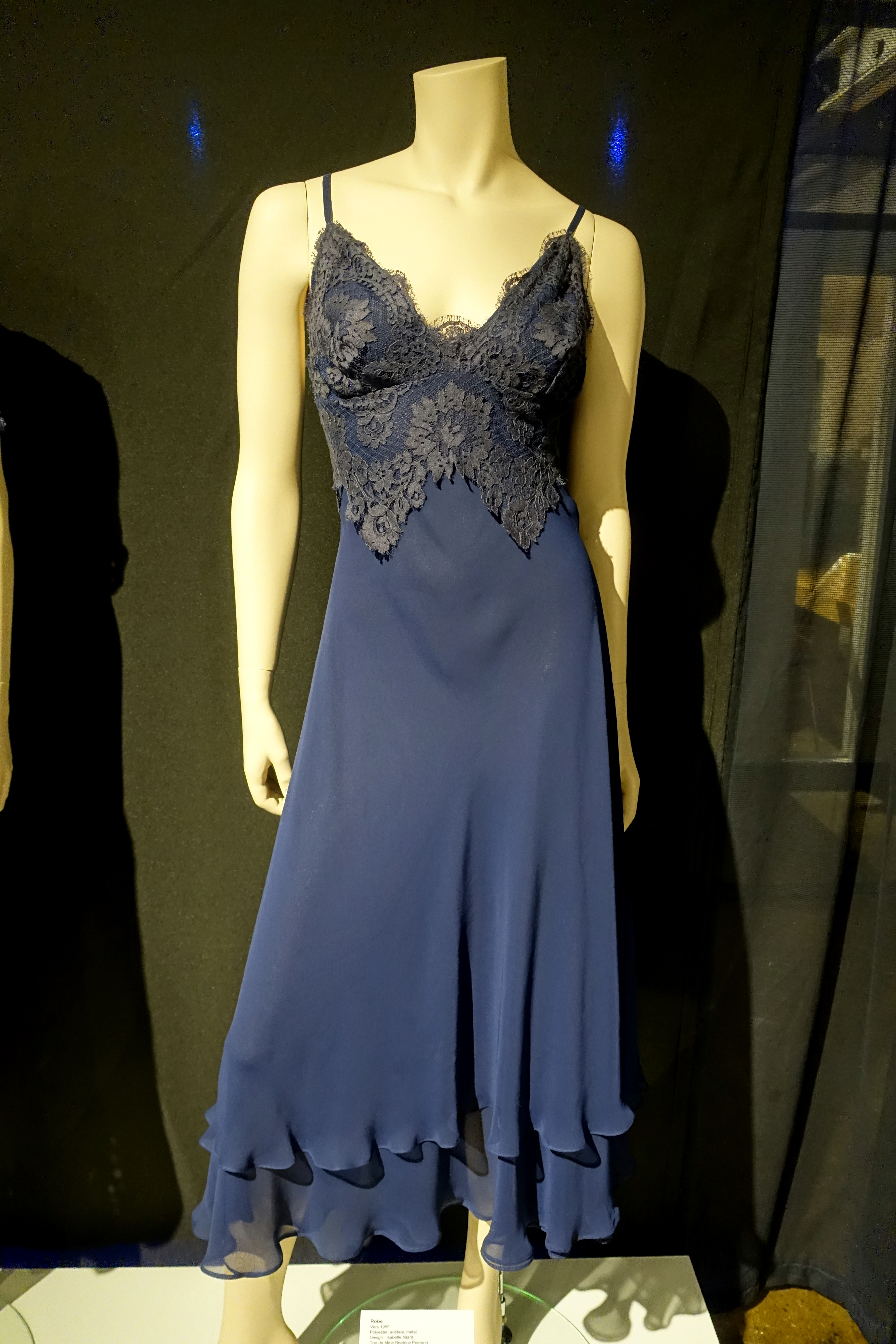
L'une des premières créations d'Isabelle Allard en 1965 présentée au Musée de la Mode de Montréal.

Encore portées de nos jours, les créations d'Isabelle Allard auront marqué la mode des années 1980. 

### Musée de la Mode de Montréal
Le Musée de la Mode de Montréal au Canada illustre sa galerie sur les inspirations des années 1950 en présentant l'un des premiers modèles de la créatrice : une robe en polyester, acétate et métal de 1965.

### Collection Danielle Luquet de Saint Germain
Plusieurs créations d'Isabelle Allard appartenant à la collection Danielle Luquet de Saint Germain ont été exposées au Musée d'art et d'histoire de Genève au début des années 2000, puis vendues aux enchères à Drouot le 17 mars 2014.